# Anastasiya Verameyenka
Anastasiya Verameyenka (biélorusse : Анастасія Верамеенка), née le 10 juillet 1987 à Kohtla-Järve (Estonie), est une joueuse de basket-ball biélorusse.

## Biographie
Avec Fenerbahçe SK, elle atteint la finale de l'Euroligue perdue 82 à 56 contre UMMC Iekaterinbourg, dans une rencontre où elle ne marque aucun point en 22 minutes.
Pour 2015-2016, elle retrouve Fenerbahçe SK après un arrêt pour cause de maternité. Avant de disputer l'Euro 2015, elle a joué en fin de saison 2014-2015 avec le club biélorusse d'Horizont Minsk.

## Palmarès

### Clubs
- Championne de Turquie 2013[6]

### Sélection nationale
Jeux olympiques d'été
- 6e des Jeux olympiques de 2008 à Pékin,  Chine

Championnat d'Europe
- 4e des Championnats d'Europe 2009 en Lettonie

Championnat d'Europe des 16 ans et moins
- Vice-championne d'Europe 2003
- Finaliste de l'Euroligue[4]

## Distinction personnelle
- MVP du Championnat d'Europe des 16 ans et moins 2003
- Participation au Final Four de l'Euroligue 2008-2009
- Sélection au FIBA All-Star Game 2009[1]